# Niveoscincus
Niveoscincus es un género de lagartos perteneciente a la familia Scincidae. Son endémicos de Australia.

## Especies
Según The Reptile Database:
- Niveoscincus coventryi (Rawlinson, 1975)
- Niveoscincus greeni (Rawlinson, 1975)
- Niveoscincus metallicus (O'Shaughnessy, 1874)
- Niveoscincus microlepidotus (O'Shaughnessy, 1874)
- Niveoscincus ocellatus (Gray, 1845)
- Niveoscincus orocryptus (Hutchinson, Schwaner & Medlock, 1988)
- Niveoscincus palfreymani (Rawlinson, 1974)
- Niveoscincus pretiosus (O'Shaughnessy, 1874)